# Zanetto Bugatto

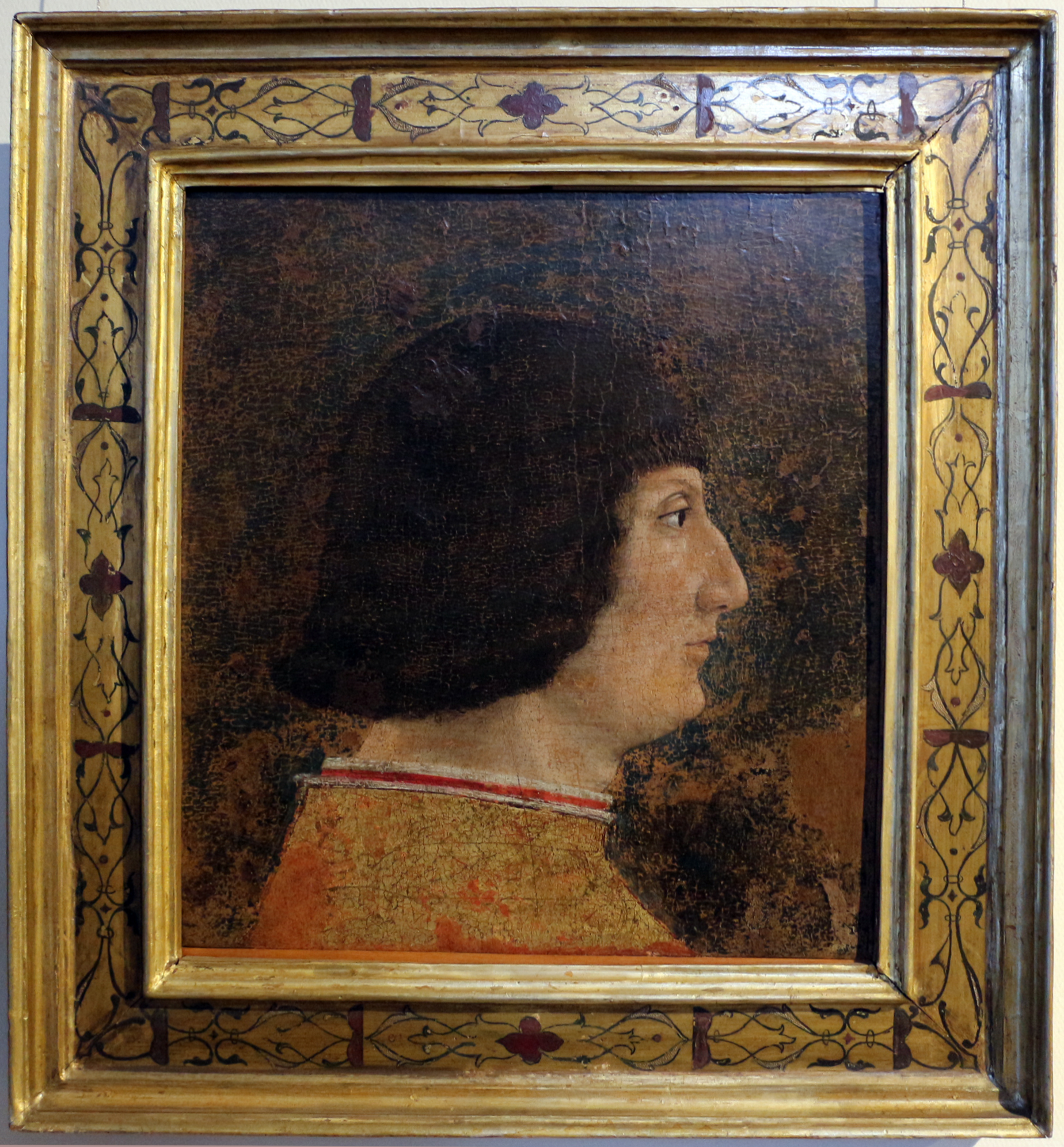
Galeazzo Maria Sforza (attr.), 1474-76, Castello Sforzesco, Milan

Zanetto Bugatto (avant 1458 - 1474) est un peintre italien portraitiste du XVe siècle, qui a été actif  dans le nord de l'Italie entre 1458 (comme l'attestent les nombreux portraits des Sforza) et 1474.

## Biographie
Probablement né à Milan et peintre déjà renommé, Zanetto Bugatto est engagé comme portraitiste à la cour des Sforza en 1458, puis il est envoyé à Bruxelles  par le duc de Milan,, qui le recommande  au duc de Bourgogne, pour se perfectionner auprès de Rogier van der Weyden à Bruxelles où il demeure de décembre 1460 à mai 1463. Il y est envoyé spécialement pour le portrait de la fille du duc qui doit être présentée au roi de France. Ensuite il revient en Italie.
En 1468, il est noté être en France, puis, en 1472, il travaille avec Bonifacio Bembo à Santa Maria delle Grazie près de  Vigevano, et en 1473, toujours avec Il Bembo et aussi  Vincenzo Foppa, à San Celso et dans la chapelle ducale du château de Pavie.
Il meurt en 1474 et le duc Sforza chercha à la remplacer par un peintre de talent comme Antonello da Messina qu'il voulut à attirer à sa cour.

## Œuvres
Peu de ses œuvres sont connues ou certifiées :
- Portraits de cour des Sforza :  celui d'Ippolita Sforza, fille du duc François Ier  (1460), du duc Francesco, de son fils Galeazzo Maria (1474-1476), de leurs parents et amis, et aussi de leurs chiens.
- Madonna col Bambino avec des anges, Fondazione Villa Cagnola alla Gazzada[4]
- Saint Jérôme, Académie Carrara, Bergame[5]
- Petit triptyque de la Crucifixion dit des Sforza, musée de Bruxelles[6] probablement de sa main comme élève en ce temps de Roger van der Weyden (attestation malgré tout controversée en 1904).
- Fresques de Buccinasco (1480) aux portes de Milan[7].
- Cartons de vitraux de la Chartreuse de Pavie.

## Sources
- (it) Cet article est partiellement ou en totalité issu de l’article de Wikipédia en italien intitulé « Zanetto Bugatto » (voir la liste des auteurs).